# Al-An'am
Al-An'am (en árabe: ٱلأنعام‎ al-ʾAnʿām, 'El Ganado') es el sexto capítulo (sūrah) del Corán, con 165 versos (āyāt), y expone temas como la omnipotencia de Alá, rechaza el politeísmo y la incredulidad y establece el Tawhid (monoteísmo puro), la Revelación, la Mensajería y la Resurrección. A diferencia de los suras que le preceden (Al-Báqara, Al Imrán, An-Nisa y Al-Ma'idah), que son mediníes, el sura Al-An'am fue revelado en La Meca, probablemente en el último año del período mecano del islam. Esto explica el momento y el trasfondo contextual de la revelación (asbāb al-nuzūl). La sura también relata la historia del profeta Ibrahim, que llama a otros a dejar de adorar a los cuerpos celestes y deberse a Alá.

## Resumen
Resumen de los versos de la sura Al-An'am
- 1-3 se alabanza al Creador Todopoderoso y Omnisciente
- 4-5 sobre la incredulidad de los infieles de la Meca 6 son amenazados con el juicio divino 7 la gente de La Meca se muestra irremediablemente incrédula
- 8-9 porqué los ángeles no fueron enviados contra los infieles
- 10-11 sobre aquellos que rechazaron a los profetas anteriores que fueron castigados
- 12-18 porqué se debe servir al Dios verdadero
- 19 Dios, el testigo entre Mahoma y los infieles
- 20 los judíos reconocen a Mahoma como profeta
- 21-23 sobre los idólatras en el día del juicio y su condición 24-29 se amonesta y advierte a los idólatras que se burlan
- 30-31 la condición de los creyentes e incrédulos después de la muerte
- 32-33 los incrédulos hacen de Dios un mentiroso 33 la palabra y los propósitos de Dios son inmutables
- 34 sobre los milagros inútiles para convencer a los infieles
- 35 Dios resucitará a los muertos
- 36 por qué Dios no concedió las señales que pedían los incrédulos
- 37 sobre los animales llevados al juicio
- 38 los infieles son sordos y mudos 39-40 los idólatras invocarán a Dios en su angustia 41-44 adversidad y prosperidad por igual sin sentido para los infieles
- 45 Dios es el único que ayuda en los problemas 46-48 los incrédulos, si son impenitentes, seguramente perecerán
- 49 Mahoma ignora los secretos de Dios
- 50 no habrá intercesor en el día del juicio
- 51-54 los motivos de los musulmanes profesantes para no ser juzgados
- 55-57 Mahoma rechaza las propuestas de los idólatras
- 58-61 Dios el omnisciente y soberano gobernante 62-64 Dios el libertador todopoderoso
- 65 Mahoma es acusado de impostura
- 66 los incrédulos ciertamente serán castigados
- 67-69 los musulmanes deben evitar a aquellos que se burlan
- 70-71 el castigo de los idólatras será cierto y terrible
- 71-74 a los musulmanes se les ordena obedecer solo a Dios
- 75-84 el testimonio de Abraham contra la idolatría
- 85-91 los profetas que sucedieron a Abraham
- 92 se amonesta a los judíos incrédulos de Medina
- 93 el Corán confirma las Escrituras anteriores 94 el destino de aquellos que falsifican las Escrituras
- 95 Idolatras abandonados por sus dioses en el día del juicio
- 96-100 el Dios de la naturaleza, el Dios verdadero 101-103 Dios no tiene descendencia 104-105 el favor de Dios al enviar el Corán
- 106-108 el mandato de retirarse de la Meca
- 109 Mahoma no tiene permitido hacer milagros
- 110-113 el pueblo de La Meca se entrega a la herejía
- 114 Mahoma es el profeta de Dios
- 114-117 se compara el término de los musulmanes y de los idólatras
- 118-121 ley sobre carnes permitidas y prohibidas
- 122 se compara el término de los musulmanes y de los incrédulos
- 122-125 sobre líderes pecaminosos del pueblo, su conducta y su castigo
- 126-127 la bienaventuranza de los fieles
- 128-130 las amenazas de Dios contra hombres y genios incrédulos 131 Dios siempre advierte a los hombres antes de castigar la idolatría
- 132-133 las recompensas y los castigos serán conforme a las acciones
- 134 el castigo de los incrédulos es certero 135-136 se amonesta a los idólatras de La Meca 137-139 se exponen las malas costumbres de los coraichitas (Banū Quraish) 140 se advierte a los idólatras de La Meca
- 141 los frutos de los árboles para comer
- 142-144 controversia entre los Coraichitas y Mahoma referente a las carnes prohibidas 145 ley concerniente a las carnes prohibidas 146 ley judía de las carnes prohibidas
- 147 Dios castigará a los que acusen a los profetas de impostura
- 148-149 son reprobados los idólatras de La Meca 150 su testimonio es indigno de ser creído
- 151-153 sobre cosas prohibidas
- 154-157 el Corán da fe de las enseñanzas de Moisés y Jesús
- 158 el destino de los pecadores en el día del juicio
- 159 se reprueba el sectarios
- 160 se comparan las recompensas de justos e impíos
- 161-162 el islam es la verdadera religión
- 163 sobre la autoconsagración de Mahoma a Dios
- 164-165 se exhorta a los idólatras a creer en Dios